# Ivanivka, Sarnî
Ivanivka (în ucraineană Іванівка) este un sat în comuna Kosteantînivka din raionul Sarnî, regiunea Rivne, Ucraina.

## Demografie
Componența lingvistică a localității Ivanivka
     Ucraineană (99,31%)
     Alte limbi (0,69%)
Conform recensământului din 2001, majoritatea populației localității Ivanivka era vorbitoare de ucraineană (99,31%), existând în minoritate și vorbitori de alte limbi.